# Leiothrix fulgida
Leiothrix fulgida är en gräsväxtart som beskrevs av Wilhelm Willy Otto Eugen Ruhland. Leiothrix fulgida ingår i släktet Leiothrix och familjen Eriocaulaceae. Inga underarter finns listade i Catalogue of Life.